# دانشگاه پاردوبیتسه
دانشگاه پاردوبیتسه (به لاتین: University of Pardubice) یک دانشگاه در جمهوری چک است که در پاردوبیتسه واقع شده‌است.